# Lulú de noche
Pour plus de détails, voir Fiche technique et Distribution.
Lulú de noche est un film espagnol réalisé par Emilio Martínez-Lázaro, sorti en 1986.

## Synopsis
Germán, un directeur de théâtre, monte une pièce sur Lulu, une prostituée tuée à Londres par Jack l'Éventreur. Il engage Rugo, un jazzman introverti pour jouer le tueur en série.

## Fiche technique
- Titre : Lulú de noche
- Réalisation : Emilio Martínez-Lázaro
- Scénario : Emilio Martínez-Lázaro
- Musique : Ángel Muñoz Alonso
- Photographie : Juan Amorós
- Montage : Nieves Martín
- Production : Emilio Martínez-Lázaro et Fernando Trueba
- Société de production : Kaplan, Fernando Trueba Producciones Cinematográficas et Televisión Española
- Pays :  Espagne
- Genre : Comédie dramatique et thriller
- Durée : 94 minutes
- Dates de sortie : 
  -  Espagne : 20 février 1986

## Distribution
- Imanol Arias : Rufo
- Amparo Muñoz : Nina
- Antonio Resines : Germán Rios
- Assumpta Serna : Amelia
- Patricia Adriani : Lola
- Asunción Balaguer : Josefina
- Fernando Vivanco : César Valle
- El Gran Wyoming : Paco

## Distinctions
Le film a été nommé au prix Goya du meilleur réalisateur.